# Karlstad (comuna)
Comuna de Karlstad (em sueco: Karlstads kommun; pronúncia /'kɑːlsta/;  ouça a pronúncia) ou Carlostádio é uma comuna da Suécia localizada no condado de Värmland. 
Sua capital é a cidade de Karlstad.
Tem 1169 quilômetros quadrados e segundo censo de 2020, havia 93 898 habitantes.
A comuna tem um terreno acidentado e florestal. Está situada na margem norte do lago Vänern. É atravessada pelo rio Klarälven que desagua em delta no referido lago.  

## Localidades principais
Localidades com mais população da comuna:

| Localidade       | População 2019 |
| ---------------- | -------------- |
| Karlstad         | 65 273         |
| Skåre            | 5 483          |
| Älvåker e Råtorp | 3 285          |
| Vålberg          | 2 736          |
| Skattkärr        | 1 954          |
| Molkom           | 1 856          |

## Comunicações
A comuna de Karlstad é atravessada pela estrada europeia E18 (Oslo-Estocolmo).                                                                                                                       Tem ligação ferroviária com Estocolmo, Gotemburgo e Oslo.                                                                                                            Dispõe do aeroporto de Karlstad, a 18 km a noroeste da cidade de Karlstad.                                                                                                     É servida pelo porto de Karlstad, o maior porto do lago Vänern.